# Сирдар'їнський район (Сирдар'їнська область)
Сирдар'їнський район (узб. Sirdaryo tumani / Сирдарё тумани) — це адміністративна одиниця, що входить до складу Сирдар'їнської області Узбекистану. Адміністративний центр району є місто Сирдар'я.
Район був заснований у 1939 році в межах Ташкентської області. 25 червня 1959 року до його складу приєднали Верхньоволинський район. У 1963 році, після адміністративної реформи, Сирдар'їнський район увійшов до новоствореної Сирдар'їнської області.
У 1970 році частина його території була виділена для створення Ворошиловського району, який у 1990 році отримав сучасну назву — Сайхунабадський район.

## Адміністративно-територіальний поділ
Станом на 1 січня 2011 року, до складу району входять:
- 2 міста:

1. Сирдар'я,
2. Бахт.

- 4 міських селища:

1. Зіекор,
2. Куйош,
3. Малік,
4. Дж. Маманов.

- 9 сільських сходів громадян:

1. Малік,
2. Пахтазор,
3. Сирдар'я,
4. Турон,
5. Хакікат,
6. Халкабад,
7. Чултукай,
8. Шалікор,
9. імені У. Юсупова.

## Природа
Поверхня району представлена низинними рівнинами із середньою висотою 240 м, що мають незначний ухил у напрямку північного сходу. Ґрунтові води залягають неглибоко та характеризуються високою солоністю. Територія району розділена на дві частини: з північного сходу її перетинає річка Сирдар'я, а із заходу проходять праві рукави Достика. Також на території розташовані канал і канава для скидання стічних вод. Клімат району різко континентальний. Середня температура липня становить 27–29°C, а максимальна досягає 42°C. У січні середня температура складає -4°C, тоді як мінімальна може опускатися до -33°C. Вегетаційний період триває 195–200 днів, а середньорічна кількість опадів становить 260–280 мм. Ґрунти представлені сірими, алювіальними, луговими та болотистими типами, часто засоленими. Рослинний світ включає такі дикорослі види, як полин, яндак, солянка, конгірбош, еритроній, жовта акація, артишок, очерет, різноманітні чагарники, верба та тополя. Фауна району представлена риссю, лисицею, борсуком, кроликом, ондатрою, щурами, ящірками та зміями. Серед птахів поширені качка, крех, сокіл та крячок. Місцеві ставки багаті на різні види риб.

## Населення
Населення району переважно складають узбеки, проте тут також проживають таджики, татари, казахи, росіяни, корейці та представники інших національностей. Середня щільність населення становить 201 особу на км². За даними 2003 року, у районі мешкало 75,7 тис. осіб у сільській місцевості та понад 34,8 тис. осіб у містах.

## Економіка
Економіка району переважно зосереджена на сільському господарстві, що є його основною спеціалізацією. Важливу роль у розвитку регіону відіграють 160 малих і приватних підприємств, а також три спільних підприємства, які сприяють економічній активності та зайнятості населення.Промисловий сектор представлений філією Ташкентського машинобудівного заводу, кількома будівельними організаціями та п’ятьма автомобільними підприємствами. Значний внесок у промисловий розвиток регіону здійснюють заводи з переробки сільськогосподарської продукції, зокрема молочний, рисовий, два бавовноочисні та хлібопекарські заводи. У місті Сирдар'я функціонують також філія Янгіюльської взуттєвої фабрики, друкарня, кондитерська фабрика та квасно-лимонадний завод. Окрім цього, діє РеФДДепо, що спеціалізується на виробництві шкільного та спортивного інвентарю. Торгівля у регіоні розвинена завдяки місцевому ринку, який забезпечує мешканців необхідними товарами та сприяє економічній взаємодії між виробниками і споживачами.
Провідною галуззю сільського господарства району є бавовництво, у якому задіяно 12 підприємств та 793 фермерських господарства. Загальна площа зрошуваних земель у районі становить 27 502 га, з яких 14 760 га відведено під бавовник, 8 666 га — під зернові культури, 890 га займає люцерна, 1 241 га — кормові культури, а під овочі та баштанні культури відведено 68 га. Крім того, 1 051 га земель займають сади та виноградники. Тваринництво також відіграє важливу роль у сільському господарстві району. У колгоспах і фермерських господарствах утримується 24 990 голів великої рогатої худоби, з яких 10 152 — корови. Також нараховується 10 610 овець і кіз, 834 коні та 4 400 голів птиці.
Сирдар'їнський район має добре розвинену культурну, освітню та медичну інфраструктуру. Тут діють 32 бібліотеки з фондом у 296 тисяч книг, а також 16 клубів і будинків культури. Освітня система району включає 45 загальноосвітніх шкіл, серед яких 1 початкова, 6 неповних основних та 38 середніх загальноосвітніх шкіл, зокрема 1 середню спеціальну школу. Навчальний процес забезпечують 1 813 учителів, які навчають 24 456 учнів. Крім того, у районі функціонують професійний ліцей, 2 професійні коледжі, Сирдар'їнський педагогічний коледж, 2 професійні училища, музичне та художнє училища, а також 3 спортивні школи. Спортивна інфраструктура представлена центральним стадіоном, численними спортивними майданчиками та іншими спортивними спорудами, що сприяють розвитку фізичної культури серед населення.Медична сфера району охоплює центральну лікарню, пологовий будинок, відділення швидкої медичної допомоги, фельдшерсько-акушерські пункти, сільські лікарські амбулаторії та аптеку, де працюють 201 лікар і 1 005 середніх медичних працівників. Район має розвинену транспортну інфраструктуру. Через нього проходить Великий Узбекистанський тракт, а також функціонує залізничне сполучення. З 2004 року через Сирдар'ю курсують електропоїзди за маршрутами Ташкент – Самарканд, Ґулістан – Ташкент, Ташкент – Андижан – Наманган, Ташкент – Джиззак, Москва – Душанбе. З 1963 року у районі працює Сирдар'їнська районна газова станція, що забезпечує видобуток природного газу.